# Abeba Tolla
Abeba Tolla (3 juni 1977) is een Ethiopische langeafstandsloopster, die gespecialiseerd is in de marathon.

## Loopbaan
In 1997 won Tolla een bronzen medaille op de Afrikaanse kampioenschappen halve marathon. Met een tijd van 1:21.44 eindigde ze achter haar landgenotes Meseret Kotu (goud; 1:17.09) en Leila Aman (zilver; 1:17.48). In 1999 won ze de marathon van Lyon en de marathon van Tiberias. Het jaar erop won ze de marathon van San Sebastian.
In Nederland geniet Abeba Tolla met name bekendheid vanwege het winnen van de marathon van Amsterdam. Ze won deze wedstrijd in 2000 met een persoonlijk record van 2:29.54. Eerder dat jaar was ze vierde bij de marathon van Rotterdam. Ook verbeterde ze dat jaar haar persoonlijk record op de halve marathon tot 1:08.48.

## Persoonlijke records
| Onderdeel      | Prestatie | Datum           | Plaats    |
| -------------- | --------- | --------------- | --------- |
| halve marathon | 1:08.48   | 12 juni 2000    | Malmö     |
| marathon       | 2:29.54   | 15 oktober 2000 | Amsterdam |

## Palmares

### halve marathon
- 1997:  Afrikaanse kamp - 1:21.44
- 2000: 4e halve marathon van Malmo - 1:08.48
- 2000: 20e WK in Veracruz - 1:15.59

### marathon
- 1997: 9e marathon van Rome - 2:51.08
- 1998:  marathon van Tiberias - 2:41.21
- 1998:  marathon van Lyon - 2:35.43
- 1999:  marathon van San Sebastian - 2:36.02
- 2000: 4e marathon van Rotterdam - 2:33.50
- 2000:  marathon van Amsterdam - 2:29.54
- 2001:  marathon van Seoel - 2:32.58
- 2002: 8e marathon van Parijs - 2:35.51
- 2002: 10e marathon van Amsterdam - 2:41.18
- 2003:  marathon van Praag - 2:37.20
- 2003:  marathon van Rome - 2:33.48
- 2005: 4e marathon van Rome - 2:34.11
- 2008:  Bermuda International Marathon - 2:51.34
- 2012:  marathon van Tel Aviv - 2:38.27